# Radiaalband
Een radiaalband of staalgordelband is een luchtband voor voertuigen die zijn naam aan de constructie te danken heeft.

## Constructie

Doorsnede van een radiaalband:
1. de staalgordel in de lengterichting. 2. de radiale koordlagen. 3. de hielkern om de band stevig om de velg te leggen. 4. de velg. 5. het loopvlak. 6. de wang (zijflank) van de band. 7. de hiel

De radiaalband (ook wel staalgordelband genoemd) heeft, in tegenstelling tot de voorheen gebruikelijke diagonaalband, een andere samenstelling voor wat betreft de koordlagen waar het karkas van een band uit bestaat: in de diagonaalband lopen de koordlagen diagonaal ten opzichte van de rijrichting, terwijl bij de radiaalband de koordlagen haaks ten opzichte van de rijrichting onder het loopvlak doorlopen.
De radiaalband is door deze constructie feitelijk zwakker dan de diagonaalband. Hiervan wordt echter gebruikgemaakt om een beter stuurgedrag en een beter wegcontact te verkrijgen. De radiaalband vervormt namelijk veel meer tijdens het nemen van bochten, waardoor het loopvlak juist beter contact houdt met de weg.
Om de stugheid in het loopvlakbereik te vergroten is een - veelal van staaldraden gemaakte - extra "gordel" onder het loopvlak gelegd, waardoor de naam staalgordelband opgang heeft gemaakt.

## Toepassing
De radiaalband heeft in eerste instantie slechts bij personenauto's dienstgedaan. Vrachtauto's en motorfietsen hebben immers weinig toepassing voor een band die makkelijk vervormt. Toch worden ook deze voertuigen tegenwoordig vrijwel zonder uitzondering voorzien van radiaalbanden. Dit heeft te maken met de verbeteringen die aan het principe zijn aangebracht. Een deel van het "vervormprobleem" wordt ook opgelost door het toepassen van meer koordlagen en een hogere bandenspanning.
In het museum L'Aventure Michelin in het Franse Clermont-Ferrand wordt ingegaan op de ontwikkeling en toepassing van dit type band door de bandenfabrikant Michelin.

## Vergelijking met de diagonaalband

### Voordelen
- De radiaalband heeft, doordat de koordlagen elkaar niet kruisen, weinig interne wrijving en wordt daardoor minder warm dan de diagonaalband.
- Is koersvast
- Comfortabeler door de zachtere wangen
- Ook het harde loopvlak wordt minder warm en slijt minder
- De rolweerstand is lager en daardoor ook het brandstofverbruik

### Nadelen
- Het harde loopvlak veroorzaakt meer geluid
- Door de staalgordel worden kleine oneffenheden minder goed verwerkt
- De zachte wangen zijn kwetsbaar, vooral op zware voertuigen die regelmatig een "stoeprandje meepikken", zoals stadsbussen. Hiervoor zijn echter banden met verstevigde wangen beschikbaar.

## Vermeldingen
- handelsmerk of fabrikant
- constructie: "radial"
- fabricatiedatum (reglement van Genève DOT)
- (oorsprong: Made in ... )
- al of niet "reinforced"
- al of niet "tubeless" (zonder binnenband)
- al of niet "M+S" (modder en sneeuw)
- homologatienummer (E = Europese homologatie; e = conform conventie van Genève van 20 maart 1958)
- lastindex + snelheidssymbool: bijvoorbeeld 91V
- breedte/ hoogte-breedteverhouding, structuur ("radial"), binnendiameter (in inch): bijvoorbeeld 205/60R15